# 844
سنة 844 م كانت سنة كبيسة تبدأ يوم الثلاثاء (الرابط يظهر نموذج التقويم الكامل للسنة) من التقويم اليولياني. بدأت تسمية السنة ب844 منذ العصور الوسطى المبكرة، عندما أصبح تقويم أنو دوميني هو الأسلوب السائد في أوروبا لتسمية السنوات.

## مواليد
- أبو بكر بن أبي داود محدث وعالم مسلم
- بوسو من بروفانس
- عبد الله بن محمد بن عبد الرحمن
- محمد بن لب بن موسى

## وفيات
- أبو علي الخياط
- عبد الله بن طاهر حاكم في خراسان
- غريغوري الرابع
- ميخائيل الأول رانجابي
- نعيم بن حماد